# Strage di Palazzo d'Accursio
La strage di Palazzo d'Accursio, avvenuta il 21 novembre 1920 a Bologna, fu un episodio di violenza squadrista che si scatenò in Piazza Maggiore, quando un nutrito gruppo di squadristi fascisti attaccò la folla riunitasi in occasione dell'insediamento della nuova giunta comunale presieduta dal socialista massimalista Enio Gnudi.
L'episodio di Palazzo d'Accursio – secondo lo storico Jonathan Dunnage – può essere considerato il momento della "comparsa" ufficiale dei fascisti nella provincia di Bologna, e un punto di svolta importante nella storia del capoluogo emiliano e successivamente d'Italia: all'egemonia politica dei socialisti succedette l'offensiva squadrista, innescando un processo politico che in un paio d'anni avrebbe portato il fascismo al potere.
Gli scontri, la cui dinamica non è mai stata interamente chiarita, portarono alla morte di dieci sostenitori socialisti e del consigliere comunale della Lista Pace Libertà Lavoro Giulio Giordani, oltre che al ferimento di circa sessanta persone. Una vasta memorialistica e contribuiti storiografici si sono misurati sulla responsabilità dei tragici avvenimenti e su chi avesse «per primo» aperto il fuoco. Secondo gli storici Dunnage e Fabio Fabbri però, la questione appare di secondaria importanza di fronte al nodo principale della faccenda, ossia l'atteggiamento passivo e compiacente della forza pubblica nei confronti dei fascisti, e soprattutto del questore di Bologna Luigi Poli. Secondo lo storico Nazario Sauro Onofri il questore Poli, nonostante fosse perfettamente al corrente della situazione, non intervenne in tempo e quasi lasciò che le parti si scontrassero, cosciente che gli unici che avessero qualcosa da perdere in quel particolare momento storico erano i socialisti, divisi da questioni interne e sotto l'attacco politico delle organizzazioni liberali e di destra unite in funzione antisocialista.
La strage di Palazzo d'Accursio si può considerare quindi un importante nodo storico-politico utile a dimostrare la connivenza della polizia con il movimento fascista prima del definitivo affermarsi di quest'ultimo a Bologna.
L'episodio costò caro al movimento socialista bolognese: il fascismo si appropriò della figura di Giordani innalzandolo a primo grande martire fascista e trovò legittimazione nell'azione paramilitare contro le amministrazioni di sinistra da parte dell'opinione pubblica moderata, la quale incolpò senza dubbio i socialisti quali colpevoli della strage. Il sindaco Enio Gnudi e la giunta si ritirarono senza nemmeno insediarsi e ad essi subentrò un commissario prefettizio che preparò il terreno alle successive giunte nazionaliste alla guida della città.

## Antefatti
Nei primissimi anni 1920 a Bologna il Partito Socialista con il suo largo seguito era visto come una seria minaccia da parte della borghesia, la quale non fu in grado di organizzarsi a livello politico e per questo si assicurò l'appoggio di gruppi nazionalisti e fascisti per difendere i propri interessi. Funzione di queste élite fu appunto cercare di convincere le classi medie e i possidenti terrieri emiliani che i fascisti rappresentavano il centro di resistenza necessario contro il "pericolo rosso".
Dopo un periodo di mobilitazione fascista nella primavera del 1920, durante l'estate il movimento fascista bolognese guidato da Leandro Arpinati perse di intensità, per poi riprendere vigore nell'autunno 1920.
In questo periodo il fascio di Bologna fu ricostituito grazie ad un accordo tra i capi del vecchio fascio (Arpinati su tutti) e numerose altre associazioni politiche e patriottiche cittadine. In una riunione del 20 ottobre fu deciso di «ricostituire su più larghe basi il fascio di combattimento», con lo scopo di creare un nucleo in grado di opporsi alle presunte violenze socialiste. Questa fusione tra il fascio e le associazioni patriottiche e nazionaliste fu la chiave dell'improvviso emergere del movimento fascista come forza politica di prima grandezza a Bologna.
Il 31 ottobre 1920 il Partito Socialista Italiano vinse con largo margine le elezioni amministrative, ottenendo una maggioranza del 58,2% dei voti dopo una campagna elettorale accesa e animata, ma sostanzialmente corretta e ordinata nonostante le minacce fasciste. Minacce divenute aggressione aperta nella giornata del voto, quando alcuni fascisti avevano sparato dei colpi di rivoltella contro un gruppo di operai nel quartiere della Beverara.

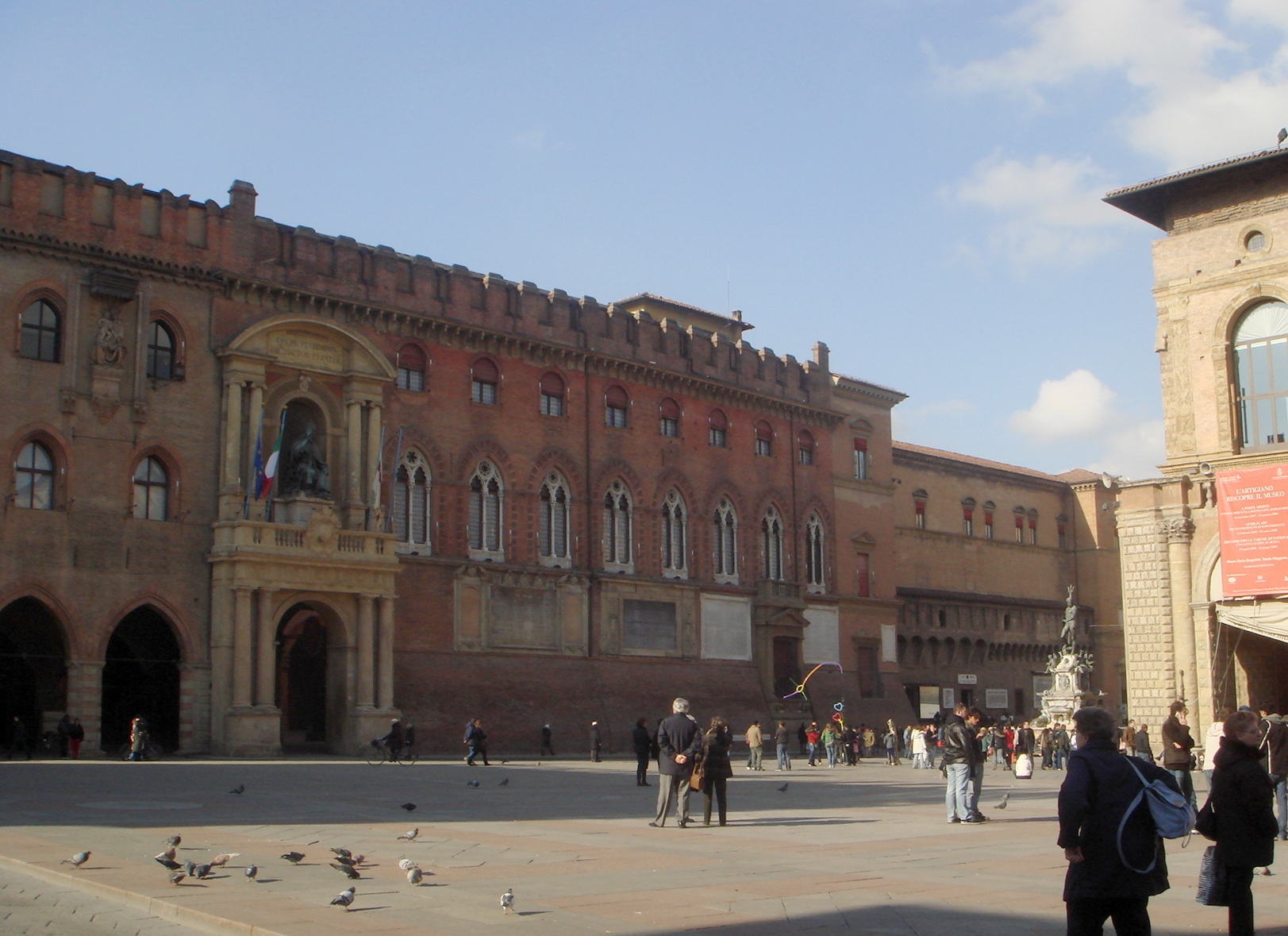
Palazzo d'Accursio visto da Piazza Maggiore

Ancor prima di apprendere il risultato delle votazioni, ad inizio novembre 1920 cominciò l'offensiva del fascio bolognese, e in breve tempo un movimento "di difesa" divenne una forza di offesa, alimentata dai fondi di agrari e industriali interessati a restaurare l'ordine e fermare gli scioperi contadini. Ma l'ascesa del fascismo bolognese e più in generale in Emilia-Romagna non fu semplicemente dovuto all'appoggio degli agrari e degli industriali, il quale benché fosse l'aspetto dominante, venne affiancato anche dal fenomeno del reducismo esacerbato dai disagi economici, il che aiutò la mobilitazione delle classi medie a fianco del fascismo.
Oltre a ciò, «dall'ottobre in poi il fascismo ebbe nella polizia bolognese l'alleata più evidente, [...] godendo della protezione del questore e [...] del prefetto» scrisse Luigi Fabbri nel 1922. La ricerca archivistica svolta a Bologna dallo storico Jonathan Dunnage mostra che l'antisocialismo diffuso nei ranghi delle forze di polizia, assieme alla presenza di ex-commilitoni in entrambe le parti e ad un atteggiamento generalmente refrattario assunto dal governo liberale nel reprimere la violenza fascista, risultarono fattori determinanti nella collaborazione tra le forze di polizia e gli squadristi.
Il 1º novembre il questore Luigi Poli comunicò al prefetto che un gruppo di fascisti si era recato presso l'ingresso del restaurant della Borsa, noto ritrovo dei socialisti bolognesi, tentando di provocare con urla e insulti i commensali. La porta del ristorante venne chiusa e la faccenda si chiuse lì, ma nell'occasione la polizia aveva favorito i fascisti, lasciandoli fare, come lamentò lo stesso Poli.

Leandro Arpinati capo indiscusso del fascismo bolognese nella prima metà degli anni venti.

I fascisti bolognesi scelsero il 4 novembre, secondo anniversario dalla fine della prima guerra mondiale, per sferrare la loro offensiva contro il Psi, per destabilizzare l'equilibrio politico per arrivare all'insediamento del consiglio comunale in un clima deteriorato. Per questo, i fascisti dovevano attaccare in varie direzioni, provocare il caos e, possibilmente, la reazione dei socialisti. Quel giorno fascisti assieme a nazionalisti ed ex-combattenti invitarono il questore a onorare la ricorrenza (che sarà dichiarata festa nazionale nel 1922) ordinando la chiusura dei negozi, l'esposizione di vessilli tricolore in tutta la città e richiesero che il conteggio delle schede elettorali si svolgesse in giornata, inoltre chiesero di impedire ai socialisti di esporre il loro vessillo a Palazzo d'Accursio. Il questore rispose loro che le prime tre richieste erano illegali poiché il 4 novembre non era festa nazionale e il conteggio dei voti doveva essere quanto più possibile accurato, mentre la quarta richiesta trovò la collaborazione dei socialisti se questo atto avesse impedito incidenti. Non avendo ottenuto il beneplacito sulle prime richieste, i fascisti imposero la loro volontà ai commercianti e nel pomeriggio un gruppo di fascisti assieme «ad un gruppo di ufficiali in divisa e decorati» riuscì a salire sulla torre del Palazzo del Podestà e a suonare il campanone malgrado l'ingresso fosse presidiato da militari dell'Arma. In serata infine i fascisti fermarono e imbandierarono con il tricolore le vetture pubbliche, incontrando le proteste dei tranvieri e costringendo il prefetto ad interrompere la fornitura di energia elettrica che alimentava i tram per garantire l'ordine pubblico. Quel giorno la condotta dei poliziotti e dei tutori dell'ordine pubblico fu esemplificativa della disponibilità della forza pubblica nell'accettare le imposizioni fasciste: «L'incidente del suono del campanone [...] è l'indice dello stato d'animo degli agenti della forza pubblica, i quali provenendo per la maggior parte dagli ex-combattenti vedono con simpatia siffatte manifestazioni», scrisse il prefetto Giuseppe Visconti in un rapporto inviato la notte stessa a Roma.
Passata la mezzanotte di quello stesso 4 novembre, un centinaio di squadristi si diressero verso la Camera del Lavoro per farvi irruzione, mentre le Guardie regie che perlustravano le adiacenze «scomparvero d'incanto». Dopo aver sparato alcuni colpi gli aggressori furono respinti e messi in fuga dai sindacalisti presenti, tuttavia di lì a poco sopraggiunse un gruppo di carabinieri inviati dal Questore filo-fascista Luigi Poli, che perquisirono i locali della Camera e l'abitazione del deputato socialista Bucco. Qui requisirono un'ottantina di rivoltelle e una decina di fucili che lo stesso Bucco aveva ordinato alle guardie rosse smobilitate di portare in casa sua, e arrestarono novantasei tra sindacalisti e Guardie rosse, compreso lo stesso Bucco. All'alba i fascisti entrarono nella Camera del Lavoro ormai deserta, saccheggiando e devastando i locali, senza incontrare alcuna resistenza da parte della forza pubblica, e nessuno di questi squadristi fu fermato o arrestato.
Il 5 novembre per protesta i socialisti bolognesi addetti alle officine, ai postelegrafonici, i tranvieri e gli addetti alle ferrovie secondarie incrociarono le braccia, e anche il personale del pubblico impiego non lavorò, solo i ferrovieri non furono capaci di organizzare alcuna forma di lotta in difesa del segretario della Ccdl. Ma l'incertezza all'interno del sindacato, l'atteggiamento rinunciatario di alcuni massimalisti e la mancata adesione dei ferrovieri portarono in breve tempo ad uno sgretolamento del fronte socialista e del fallimento dello sciopero. Difatti nel pomeriggio del 6 cominciarono a riaprire i negozi e la sera tornarono a lavorare i postelegrafonici. In serata i fascisti forzarono la porta di Palazzo Re Enzo e suonarono il campanone in segno di vittoria.
Che a trionfare in quell'occasione fossero stati i fascisti, non ci sono dubbi. Questi, forti del vantaggio morale e psicologico per avere mandato in carcere Bucco e le guardie rosse, non lasciarono nulla di intentato per trarre il massimo vantaggio dalla situazione, dando inizio a nuove violenze politiche in vista dell'insediamento della giunta socialista.
Un nutrito gruppo di fascisti aggredì gli onorevoli Nicola Bombacci e Antonio Graziani in un ristorante nel centro di Bologna; il giorno dopo due legionari fiumani, davanti agli occhi della polizia, portarono di forza il massimalista Edoardo Magnelli nella sede del fascio e lo malmenarono, Magnelli fu il primo di numerosi socialisti ad avere il triste privilegio di essere bastonato nella famigerata "cantina di Arpinati". 
Il 13 i fascisti tentarono di incendiare ancora la sede della Camera del Lavoro e il 16 bastonarono il consigliere provinciale Di Maggi.
In questo clima di tensione, la destra borghese risultava compatta in funzione antisocialista, mentre la sinistra socialista risultava disomogenea e scombussolata da conflitti interni tra riformisti e massimalisti nonostante si avviasse ad insediarsi al consiglio comunale. Proprio in quei giorni, mentre i fascisti sferravano i colpi più duri, a Bologna e Imola si tennero le riunioni decisive della frazione comunista – diretta da Bucco, Bombacci, Graziadei, Marabini e Quarantini – per preparare la scissione e la nascita del Partito Comunista d'Italia.
L'appuntamento politico rappresentava comunque un'occasione importante per i socialisti e il proletariato, perché si sarebbe ancora dimostrato che la forza socialista era ancora, per investitura democratica, la classe dirigente della città. Su questo punto, per dimostrare il contrario, la classe borghese avrebbe dato battaglia, e non potendo contestare il voto democratico del 31 ottobre, si affidò alla violenza delle squadre fasciste per impedire ai socialisti di governare Bologna per altri quattro anni.

## I fatti di Palazzo d'Accursio
La sera del 16 novembre l'unione socialista bolognese si riunì per discutere come fronteggiare la reazione fascista alla cerimonia ufficiale di insediamento della giunta socialista prevista per il 21 novembre. La percezione unanime era quella che vedeva come obiettivo principale del fascio «inibire con la violenza ogni espressione di pensiero socialista e ogni manifestazione della massa operaia», e di conseguenza non vi era altra strada che «respingere con energia ogni provocazione». Mentre il 18, a porte aperte, i consiglieri comunali del Psi si riunirono per indicare i nomi del sindaco e degli assessori: Enio Gnudi sarebbe stato il sindaco e l'onorevole Adelmo Nicolai in qualità di vice-sindaco.
Il 17, circa 400 iscritti al Fascio si riunirono in assemblea in via Marsala e stabilirono di astenersi da ogni intervento qualora la manifestazione socialista si fosse svolta con compostezza e senza offese alle istituzioni, ma rimanendo «pronti e vigilanti» nel caso «le masse socialiste si abbandonassero a violenze, o per strappare dal Municipio la bandiera rossa, nel caso venisse esposta». È facilmente intuibile come, secondo lo storico Nazario Sauro Onofri, nella riunione fu deciso di assaltare in ogni caso Palazzo d'Accursio, e la questione della bandiera e della manifestazione erano solo pretesti, infatti solo il giorno dopo si sarebbe saputo che il Psi avrebbe organizzato la manifestazione, mentre una decisione per la bandiera non si sarebbe avuta prima del 20. Il 18 novembre il questore Poli inviò al prefetto Visconti un rapporto (che Visconti girò subito anche a Roma) circa le intenzioni dei Fasci, riferendo di essere stato avvertito dai socialisti che era prevista una manifestazione delle leghe proletarie cittadine che si sarebbe conclusa con il discorso di insediamento del nuovo sindaco e l'esposizione temporanea di una bandiera rossa che sarebbe stata ritirata a discorso concluso.
Fin dalla sera del 17 dunque, gli alti funzionari delle istituzioni furono messi al corrente delle aggressive intenzioni dei fascisti, e dal 18 furono messi a conoscenza che probabilmente un drappo rosso sarebbe stato esposto sul palazzo comunale.
Nei confronti delle due parti, il questore si mosse lungo due linee diverse. Con i socialisti ebbe una serie di incontri pubblici, per discutere le modalità dell'insediamento e della manifestazione, mentre con i fascisti si vide sia pubblicamente che in segreto. A parole, Poli garantì al Psi il diritto di manifestare e insediarsi democraticamente alla guida della città, e il giorno 18 quando quando ricevette il segretario provinciale Alvisi e Gaiani della segreteria della Camera del Lavoro, riconobbe che i socialisti avevano il diritto di organizzare le manifestazioni che ritenevano più opportune, anche se sarebbe stato meglio limitarle per non irritare i fascisti. In ogni caso assicurò ai due dirigenti socialisti che lui avrebbe fatto di tutto per garantire che l'insediamento avvenisse nel modo più pacifico possibile, ma non disse che, il giorno prima, il prefetto aveva comunicato al governo che avrebbe vietato l'esposizione della bandiera rossa per evitare di "irritare fascisti e nazionalisti" e che, in quello stesso giorno, con un altro rapporto, aveva comunicato che avrebbe vietato anche i cortei, per motivi di ordine pubblico. Ciò vuol dire che prefetto e questore, prima ancora che il Psi avanzasse la richiesta ufficiale, avevano deciso di proibire – così come volevano i fascisti – sia il corteo che l'esposizione della bandiera.
Al mattino del 19 una delegazione del Fascio avviò delle trattative con il questore Poli per il permesso di affiggere in tutta la città un manifestino con cui di fatto il Fascio dichiarava guerra al Psi, «contestandogli il diritto di prendere possesso della civica amministrazione» e ribadendo che non avrebbe mai tollerato l'esposizione del «cencio rosso» sul palazzo comunale.
I massimalisti rossi sbaragliati e vinti per le piazze e per le strade della città chiamano a raccolta le masse del contado per tentare una rivincita, per tentare d'issare il loro cencio rosso sul palazzo comunale!

Noi non tollereremo mai questo insulto!

Insulto per ogni cittadino italiano e per la Patria nostra che di Lenin e di Bolscevismo non vuole saperne.

Domenica le donne e tutti coloro che amano la pace e la tranquillità restino in casa e se vogliono meritare della patria espongano dalle loro finestre il Tricolore Italico.

Per le strade di Bologna, domenica, debbono trovarsi solo Fascisti e Bolscevichi.

Sarà la prova! La grande prova in nome d'Italia.

IL DIRETTORIO, Bologna, 19 novembre 1920»
(Testo del manifesto scritto dal Fascio bolognese alla vigilia dei fatti di Palazzo d'Accursio)
Nonostante il diniego della questura e la requisizione di molte copie del manifesto, in varie parti della città i manifesti vennero comunque affissi, mentre il questore per tutta la giornata del 20 si attivò a trattare con i socialisti affinché la bandiera rossa fosse esposta dal balcone «soltanto quando il Sindaco, terminata la seduta, si sarebbe presentato al balcone per ringraziare gli elettori», nonostante fosse a conoscenza del testo del manifesto e delle intenzioni dei fascisti in caso di esposizione della bandiera rossa.
I fascisti si dissero disposti ad astenersi da qualsiasi atto di provocazione nei confronti dei socialisti a patto che fossero rispettati tre punti: nessuna esposizione di bandiera rossa dal balcone del Municipio, assoluto rispetto dei Consiglieri della minoranza e ritiro di tutte le bandiere delle associazioni partecipanti alla manifestazione al termine della cerimonia. A questi tre punti se ne aggiunse un quarto, ossia il divieto di suonare il campanone del municipio a cerimonia conclusa. Tale programma venne esposto dal questore ai socialisti, ai quali venne tenuto nascosto il quarto punto, e vennero rassicurati che i fascisti si sarebbero attenuti pienamente al patto, nonostante il questore, come rilevò il prefetto, non si preoccupò di avere «le più ampie rassicurazioni» da parte dei fascisti, ma solo rassicurazioni generiche.
I fascisti in realtà si erano premurati di far arrivare a Bologna squadre di rinforzo da altre città per entrare in azione il 21 novembre, soprattutto da Ferrara grazie ai contatti tra Arpinati e i fascisti della città estense, che vennero fatti arrivare sotto gli occhi di Poli e nonostante il dispiegamento di forze.
Da parte socialista l'ala massimalista aveva iniziato l'organizzazione di un servizio armato di difesa, il quale avrebbe dovuto essere schierato in occasione dell'insediamento del consiglio, ma di questo non vennero messi al corrente i riformisti, considerati infidi oltre che contrari alla rivoluzione. Numerose erano le ragioni che avevano indotto i dirigenti massimalisti – quasi tutti aderenti alla frazione comunista – a organizzare quel servizio, non ultima la volontà di riscattare la penosa vicenda seguita all'assalto fascista alla Camera del Lavoro. Secondo lo storico Onofri, i dirigenti Martelli e Cocchi, in particolare, ricercavano una prova di forza con i fascisti per bloccare l'offensiva squadrista in atto, oltre che per dimostrare che la classe operaia era capace di difendersi. Secondo Onofri, essi non avevano compreso che la violenza – certamente in quel momento – non solo non pagava, ma avrebbe fatto addirittura il gioco della destra, così come non avevano compreso che l'accettazione del compromesso non era un atto di debolezza, ma un gesto di responsabile consapevolezza in un momento politico così difficile.
La sera del 20, quando Poli sottopose al prefetto il piano d'azione, confermò che gli organizzatori socialisti avevano assicurato che la manifestazione si sarebbe svolta in forma pacifica per non fornire alcun pretesto agli avversari, e che le bandiere sarebbero state ripiegate e avviate in un corteo, che partendo dalla piazza, si sarebbe diretto nella sede della Camera del Lavoro in via d'Azeglio. Poli comunque sottolineò come gli animi fossero comunque molto eccitati, e che era possibile che fatti isolati avessero portato ad incidenti più gravi, invocando assoluta fermezza da parte degli agenti di pubblica sicurezza. Venne quindi predisposto un ordine di servizio che di fatto «poneva il centro di Bologna in stato d'assedio», con 900 uomini di fanteria, 200 a cavallo, 800 carabinieri e 600 guardie regie, per un totale di 2500 uomini (considerando che il 21 novembre in Piazza Maggiore si ritroveranno in tutto circa 2000 persone), di cui circa la metà posizionati nelle immediate vicinanze di Palazzo d'Accursio e gli altri posizionati in punti strategici per impedire eventuali contatti tra socialisti e fascisti.
Ma questo imponente schieramento non riuscì né a isolare i facinorosi né a evitare la strage, né infine ad impedire l'accesso a Torre degli Asinelli, dove ignoti diedero il segnale che fece precipitare gli eventi, nonostante circolasse da tempo la voce che proprio su quella torre «vogliasi inalberare una bandiera»

### Gli incidenti del 21 novembre

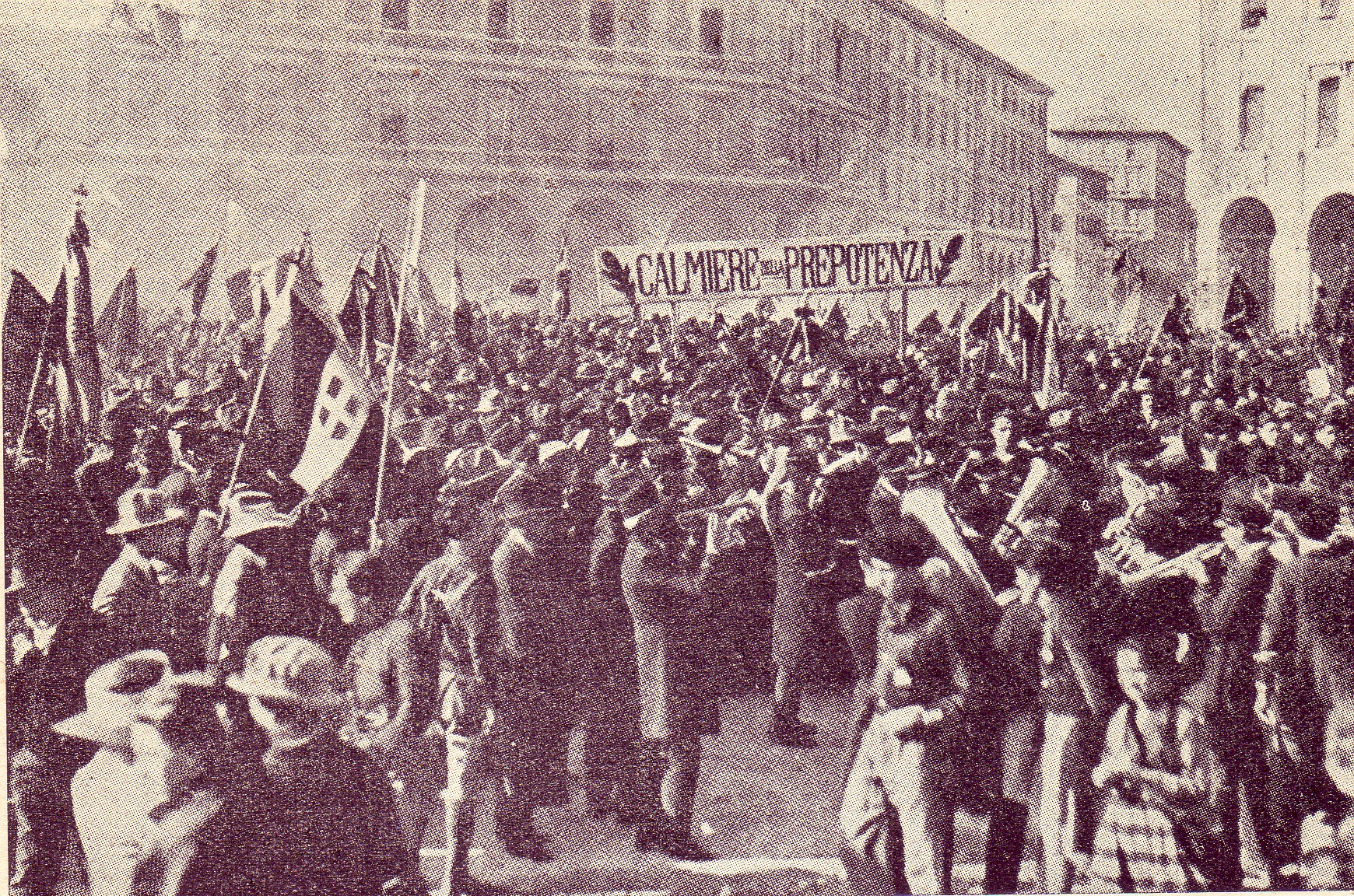
Manifestazione dei Fasci italiani di combattimento tenutasi a Bologna nel 1921

Fin dalle prime ore del mattino si ebbero avvisaglie di una giornata difficile, quando i rappresentanti del fascio milanese, appena giunti alla stazione di Bologna furono perquisiti e condotti in questura per controlli. Intorno alle 12:00 un gruppo di circa 400 fascisti percorse le vie del centro intonando cori arditi, e lungo via dell'Indipendenza diventò un corteo di 1000 persone che giunte al monumento di Garibaldi si sciolse.
Dopo le 14:00 nella piazza antistante il comune iniziarono ad affluire i cortei delle rappresentanze socialiste, preceduti dalle bande musicali: in tutto appena 2000 persone per volere degli organizzatori, che cercarono di limitare il più possibile la presenza di simpatizzanti in accordo con le autorità e per non urtare la sensibilità dei nazionalisti e in particolare dei fascisti, anche se un gruppo di questi ultimi si presentò in piazza Maggiore per sorvegliare i socialisti prima dell'inizio della cerimonia, prontamente allontanati dalla forza pubblica.
Alle 14:30 improvvisamente sventolò una bandiera rossa da Torre degli Asinelli, issata da alcune persone che entrarono nella torre lasciata incustodita nonostante le pesanti misure di sicurezza prese dal prefetto. Alla vista del vessillo che sventolava prima che iniziasse la cerimonia, i fascisti «quasi non aspettassero altro» uscirono dalla sede di via Marsala e scatenarono la loro reazione. Un primo gruppo di fascisti passò i cordoni attorno alla sede, percorse via Zamboni fino alla torre degli Asinelli dove tolse la bandiera per poi precipitarsi liberamente su Piazza Maggiore da via Rizzoli, mentre altri gruppi di fascisti stavano cercando di irrompere nella piazza da via Indipendenza premendo sui cordoni di fanti e cavalleggeri. 
Anche se Poli nella relazione alla magistratura scrisse che «I fascisti riuscito a rompere il cordone di carabinieri e soldati» in via Marsala «erano comparsi in via Rizzoli, ove urtarono contro lo sbarramento» e «furono trattenuti e caricati», la verità è che i fascisti ebbero via libera e poterono raggiungere la piazza da due direzioni: un gruppo percorse le vie Zamboni e Rizzoli – pare che questo fosse il più grosso – e un altro fece via Marsala, via Goito, via Indipendenza e arrivò in piazza. I fascisti, agli ordini di Arpinati, erano divisi in tre compagnie comandate da G. B. Berardi, Enea Venturi e Oreste Roppa.
Nel frattempo nell'aula del consiglio vi era un clima caotico e animato, con la parte riservata al pubblico stracolma, mentre nell'altra i consiglieri, impiegati, vigili urbani erano mescolati fra loro. Pure numerose le persone presenti negli uffici, molte delle quali non erano dipendenti comunali, ma guardie rosse mobilitate per la seduta. Il servizio di vigilanza era stato organizzato malissimo e senza alcun coordinamento tra i 25 vigili urbani e 10 vigili del fuoco in divisa, i 10 agenti del dazio in borghese e le guardie rosse armate. Così come armati erano anche i consiglieri della minoranza, come ammise mesi dopo alla Commissione parlamentare d'inchiesta l'avvocato Cesare Colliva, il quale disse che durante gli incidenti nell'aula: «Noi ci guardiamo un po' l'un l'altro: vari di noi, per abitudine, siamo armati ed io fra questi, ma nessuna intenzione è d'uccidere; una specie di accordo spontaneo in tal senso corre fra noi; ciascuno che l'abbia, trattiene la propria arma».
Attorno alle 15:00 iniziarono in aula i lavori del consiglio, e dopo il saluto dell'assessore uscente Bortolotti, prese la parola in neosindaco eletto Gnudi, il quale affermò di voler difendere i diritti degli operai e dei proletari e rivolse un saluto ai rappresentanti della minoranza, pur ammettendo che «se la minoranza dovesse avere carattere di sopraffazione, noi ci difenderemo validamente, perché anche noi, qui, abbiamo degli interessi da difendere, che sono quelli dei lavoratori, di tutti i lavoratori del braccio e del pensiero». Condannò, inoltre, la violenza in atto «contro i nostri ideali» e l'uso di «metodi che dovrebbero essere tramontati». 
Alle parole di Gnudi rispose il rappresentante della minoranza Albini, il cui discorso venne però interrotto a metà da alcuni spari e crepitii di armi da fuoco provenienti dalla piazza, la seduta si interruppe e alcuni consiglieri uscirono dall'aula, parte del pubblico fuggì, e altre persone fino ad allora rimaste fuori, entrarono in aula, mentre dalle finestre alcuni consiglieri scorsero i primi corpi a terra nella piazza. Poco prima Gnudi si era affacciato dal balcone di Palazzo d'Accursio per salutare la folla accompagnato da alcuni rintocchi del campanone, e dalla piazza si levarono gli applausi dei socialisti al quale si mescolarono gli insulti e le minacce dei fascisti e dei gruppi nazionalisti, i quali rinnovarono gli attacchi al cordone di difesa, spezzandolo in più punti, anche se è probabile che molti vi fossero già entrati grazie alla complicità della polizia.
Durante il discorso di Albini dunque, decine di squadristi e nazionalisti entrarono nella piazza e in quel momento si udirono i primi colpi di arma da fuoco diretti verso il balcone del comune e la fontana del Nettuno dove un gruppo di socialisti era riparato per rispondere al fuoco. Non è mai stato accertato chi diede inizio alla sparatoria, l'unica cosa certa è che all'ingresso del fascisti nella piazza, numerosi spari furono diretti verso il balcone del comune; sia da parte dei fascisti sia da parte dei carabinieri, i quali spararono contro il balcone del comune su ordine del capitano Raffaele Galliani, che ordinò ai militi ai suoi ordini di sparare contro Palazzo d'Accursio, dopo che un "giovane" dalla piazza aveva sparato un colpo in aria e che dalla sede comunale avevano risposto.
Fu l'inizio di uno scontro a fuoco che secondo lo storico Fabbri fu programmato e realizzato dai fascisti, sotto la passiva sorveglianza delle forze dell'ordine.
Trovatasi in mezzo a questo tiro incrociato, la folla iniziò a sbandare e a dirigersi verso le vie laterali, verso San Petronio, e dentro il cortile di Palazzo d'Accursio. La folla che entrò nel cortile prese alla sprovvista le Guardie rosse, che convinte di trovarsi di fronte all'aggressione di squadristi, lanciarono alcune bombe a mano verso la folla; tre di queste esplosero e uccisero alcune persone ferendone decine. Una «strage da panico» come la definì l'onorevole Claudio Treves.
Nel frattempo, come scrisse Poli nel rapporto alla magistratura, le Guardie regie risposero sparando con i moschetti contro le guardie rosse e le finestre dell'aula comunale rivolte sul cortile. Tal azione «fu fatta subito cessare» secondo Poli, ma è quindi un fatto che per alcuni minuti contro le finestre dell'aula, piena di consiglieri e di pubblico, spararono sia le Guardie regie che si trovavano nel cortile, sia quelle di servizio nella sede della prefettura al piano superiore, sia i carabinieri dalla piazza, e sicuramente alcuni colpi entrarono nella sala. 
Poli, pur non escludendo che le bombe fossero state lanciate perché si riteneva «che fossero i fascisti ad invadere il Comune» ha fin da subito sostenuto che le bombe erano state lanciate «per colpire i funzionari ed agenti e la Guardia regia schierata a difesa dello scalone della Prefettura e dei locali della Questura», per dimostrare che era in atto un piano eversivo e per giustificare le Guardie regie che, dal cortile, si erano messe a sparare con i moschetti contro le finestre dell'aula

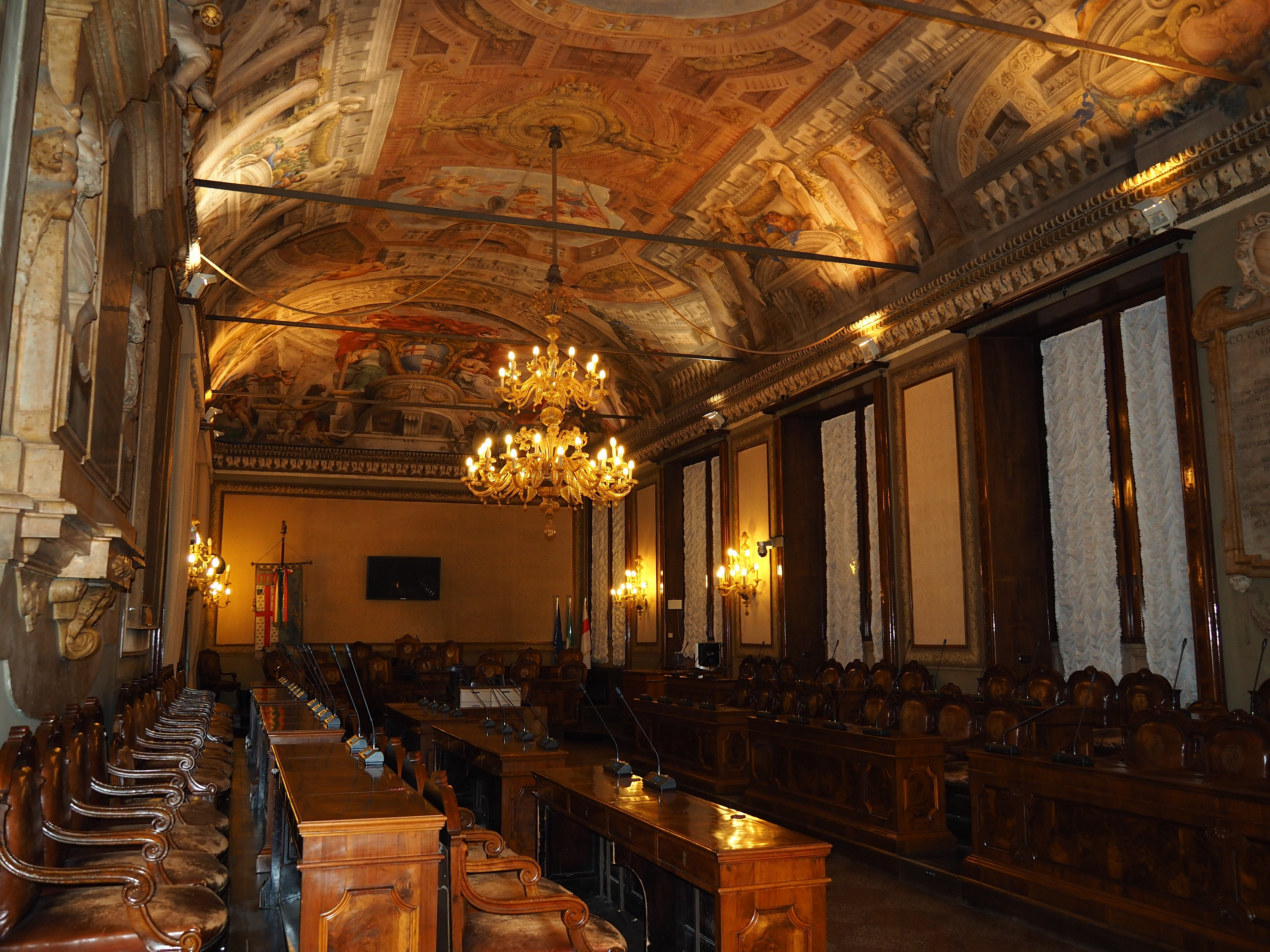
La sala del Consiglio Comunale dove furono feriti i consiglieri di minoranza Giordani, Colliva e Biagi. Giordani morirà nel tragitto verso l'ospedale.

In aula nel frattempo la seduta era stata sospesa e, da come riporta il verbale della seduta, «le esplosioni determinarono l'uscita disordinata dall'aula consigliare del presidente, di molti consiglieri e dei funzionari, restando così la seduta interrotta. Nell'aula entrarono persone non appartenenti al Consiglio e che avevano affollato fino allora la parte posteriore della Sala e lo spazio riservato al pubblico. Rimangono nell'aula anche parecchi Consiglieri di Maggioranza e i Consiglieri di minoranza [...] ]». Questo particolare, secondo lo storico Onofri, è molto importante perché Poli – in seguito imitato dai consiglieri di minoranza – sostenne che nell'aula non era entrato alcun estraneo, ma vi erano solo consiglieri socialisti, ai quali andava addossata la responsabilità di quanto accadde. In mezzo a questa confusione all'interno della sala furono sparati alcuni colpi da arma da fuoco che colpirono tre consiglieri della minoranza, l'avvocato Biagi fu ferito di striscio, l'avvocato Colliva fu colpito più seriamente al viso e il consigliere liberale Giulio Giordani fu raggiunto da 4 o 5 colpi, e morì nel tragitto verso l'ospedale.
Subito dopo intervenne la forza pubblica che arrestò circa 300 persone tra quelle presenti in aula e nelle sale adiacenti, una decina delle quali trattenute perché senza documenti, vennero inoltre sequestrate 8 rivoltelle cariche e rinvenute 2 bombe SIPE.
Il risultato delle due sparatorie, quella in piazza e quella in aula, risultò tragico: i morti furono 11 tra militanti o simpatizzanti socialisti e i feriti una sessantina, 15 dei quali tra le forze dell'ordine. Giordani fu l'unico non socialista tra le vittime, gli altri morti erano tutti tra le file dei sostenitori socialisti, caduti sotto i colpi dei fascisti, dei carabinieri e delle Guardie regie o falciati dalle bombe lanciate per errore dalle guardie rosse. I morti furono Livio Fazzini, Antonio Amadesi, Vittorio Fava, Carolina Zecchi, Flavio Bonettini, Enrico Comastri, Gilberto Cantieri, Leonida Orlandi (deceduto il 22 novembre), Ulderico Lenzi (deceduto il 7 gennaio) ed Ettore Masetti (deceduto il 13 febbraio).

## Conseguenze

### Le reazioni della stampa e dell'opinione pubblica
Fin da subito la stampa da parte fascista e liberal-moderata tentò di far ricadere la responsabilità morale e materiale degli eventi bolognesi interamente sui socialisti, e di addebitare loro l'assassinio dell'assessore Giulio Giordani, la cui morte fu immediatamente strumentalizzata dal fascismo, e la sua figura assunta come simbolo di martirio della «tirannide aspra e spesse volte feroce» delle organizzazioni rosse.
Il nazionalista-liberale Gioacchino Volpe sulle colonne de Il Popolo d'Italia invocò la «restaurazione del paese civile» grazie alla reazione contro la «matta gazzarra degli iconoclasti» socialisti, a cui fece eco Il Giornale d'Italia che accusò la «cosiddetta civiltà socialista che ci riporta ai momenti più bui del medioevo», mentre il quotidiano cattolico L'Avvenire d'Italia si scagliò contro i socialisti massimalisti colpevoli di aver «inaugurato con dei morti e dei feriti in piazza e nell'aula la loro gestione», stigmatizzando i presunti comportamenti provocatori della cerimonia inaugurale affermando che la folla dei fascisti e dei curiosi manifestò il proprio malcontento limitandosi a dei fischi.
Mentre il Corriere della Sera individuò nelle colpe e nelle predicazioni massimaliste «il seme oramai intollerabile» de «il regime della violenza» instaurato dai socialisti.
I giornali fascisti taquero completamente sulle responsabilità delle squadre d'azione presenti durante i disordini di Bologna: L'Assalto – diretto da Arpinati – non scrisse una riga né fornì alcuna versione dell'eccidio, lo stesso atteggiamento lo ebbe Il Popolo d'Italia di Mussolini, dal quale non fu
scritta una sola parola sul manifesto e sullo svolgimento degli incidenti, ma si limitò a scrivere che Giordani era un fascista, senza dire che erano state le squadre fasciste bolognesi e ferraresi quelle che avevano assaltato la sede comunale durante la cerimonia d'insediamento di una giunta democraticamente eletta. Giordani divenne quindi il simbolo di una causa che gli era in realtà del tutto estranea, era stato un democratico ed era aderente al partito radicale, anche se il suo nome sarà messo di "diritto" tra gli iscritti al Fascio del 1919.
La tesi portata avanti dalla destra che i «fascisti agiscono ed usano violenze come reazione a violenze subite» rapidamente fiorì ed ebbe facile presa sul fronte antisocialista. Lo stesso Arpinati ammise serenamente che «fintanto che nei sobborghi e nelle vie di Bologna e in tutte le città e i paesi della provincia continueranno gli atti di violenza [...] i fascisti non cesseranno dalle loro repressioni e dalle loro spedizioni punitive».
Nei fatti quindi, subito dopo i fatti di Palazzo d'Accursio cominciò a divampare il conflitto sociale nel bolognese, alimentata dalla convinzione diffusa ad arte dai fascisti, che il sangue di Giordani avrebbe dovuto essere vendicato. Il conflitto, che i fascisti non tardarono a descrivere come «guerra civile», era altresì giustificato dall'assoluta necessita di fermare i socialisti, colpevoli della strage e che «da due anni a questa parte, [...] si erano abbandonati alla più incosciente e malvagia propaganda di violenza e odio».
A farsi interprete della tesi del fascismo come «manipolo di avanguardia della reazione antisocialista», sostenuta da esercenti e agrari, borghesi, ceti medi e militari, non fu solo, tra le righe, la stessa Commissione Parlamentare d'Inchiesta che si era occupata di stendere una versione governativa dei fatti di Bologna, ma un più vasto schieramento d'opinione pubblica, di cui la stampa conservatrice era portavoce.
Anche a livello politico le interrogazioni parlamentari furono improntate nell'individuare i colpevoli in un'unica direzione. Nell'interrogazione svoltasi alla Camera il 22 novembre presieduta dal sottosegretario Camillo Corradini, che esordì confermando la buona prova del servizio di sicurezza predisposto a Bologna e l'esposizione della bandiera rossa come causa dell'inizio degli scontri. In Aula la destra fece di tutto per «constatare che l'origine prima dei fatti si deve all'esposizione della bandiera rossa» come affermò il deputato Giovanni Calò, e ad affermare che «il fascismo è la logica reazione ai metodi adottati dal partito socialista e alla impotenza del Governo nel difendere i più elementari diritti della vita» come sostenne il membro del Partito Popolare Italiano Paolo Cappa.
Solo l'onorevole Claudio Treves ribatté che da tempo si reclamava un'azione violenta fascista contro il comune socialista di Bologna, e che tra le file socialiste si aveva «la sensazione che della violenza noi siamo sempre stati le vittime, dall'assalto all'Avanti! di Milano all'incendio de Il Lavoratore di Trieste, dalle revolverate del comizio di Lodi i tristi fatti di Como». Ma il suo intervento trovò consenso solo dalla sinistra e rumoreggiamenti dal resto dell'arco parlamentare.
In un clima teso, prese la parola Luigi Federzoni che sferrò l'attacco finale contro la «signoria del partito socialista» in provincia di Bologna e contro la «tacita rinunzia del governo a far rispettare le leggi», sostenendo che i privati cittadini hanno avuto tutto il diritto i difendere se stessi e i loro diritti dalle violenze socialiste, e che i socialisti non avevano alcun diritto di dolersi di questo.
Nei giorni immediatamente successivi quindi, presso i vertici dello Stato venne consacrata la tesi descritta da Poli, confermata dal prefetto e ribadita alla Camera da Corradini, secondo la quale furono i socialisti a sparare per primi e furono loro a dare il via agli incidenti sventolando la bandiera rossa.

### La reazione dei socialisti e lo scioglimento della giunta
Sul fronte della sinistra, socialisti e comunisti erano ormai totalmente divisi – sia sul giudizio da dare sugli avvenimenti, che sulle cose da farsi per fronteggiare la situazione – e le conseguenze si fecero sentire pesantemente all'indomani dell'eccidio, quando il movimento che avrebbe dovuto essere compatto, si dimostrò ancor più diviso.
La mattina del 22 il neo-sindaco e la vecchia giunta si recarono in Municipio per sciogliere il nodo su chi fosse il legale rappresentante dei cittadini bolognesi. Legalmente Gnudi era stato eletto e quindi era sindaco a pieno diritto, ma non a pieno titolo perché non era stato firmato il verbale della seduta, inoltre era un sindaco senza giunta, perché la seconda votazione non si era svolta a causa degli incidenti. Dunque la posizione del nuovo sindaco non era completamente regolare e vi era il dubbio che si dovesse considerare ancora in carica la vecchia giunta o meno. 
Quel giorno comunque Gnudi si limitò a stendere un manifesto nel quale invocava «la pacificazione degli animi» e inviava un commiato a tutti i caduti. Firmato il manifesto, Gnudi uscì dal comune senza neppure tentare di convocare una nuova seduta per far eleggere la giunta e completare il verbale, decisione che fu considerata una sorta di diserzione dai presenti alla seduta.
La giunta tornò a riunirsi la mattina del 23, e mentre la giunta stava discutendo l'organizzazione dei funerali di tutte le vittime a spese del comune, il segretario Sommariva informò i presenti che nell'anticamera della sala si trovava «un gruppo di fascisti e studenti, guidati dal sig. Tenente Roppa, per chiedere che il gonfalone Municipale accompagni il corteo del povero avvocato Giordani, soggiungendo che ove l'Amministrazione non avesse consentito a cederlo essi se ne sarebbero impossessati senz'altro». La polizia, che dal giorno prima cercava Roppa per gli incidenti avvenuti, non intervenne, lasciando gli amministratori in balia delle richieste squadriste, alle quali risposero autorizzando la concessione del gonfalone, ma alla condizione che a trasportarlo fossero gli addetti del comune.
Assolta anche questa incombenza, la giunta «preso atto del manifesto pubblicato dal sig. Enio Gnudi, sindaco eletto; considerando non essere più necessaria la sua presenza in Comune neppure per il disbrigo delle pratiche ordinarie, delibera di rassegnare il mandato». La decisione fu approvata e il vuoto di potere che si era venuto a creare in comune, con l'uscita della vecchia giunta e la mancanza del nuovo sindaco, fu subito riempito dal prefetto Visconti, il
quale la sera del 23 nominò un commissario prefettizio che si insediò immediatamente la mattina del 24 novembre 1920.
Gli scontri di Palazzo d'Accursio mostrarono l'impreparazione culturale e militare massimalista sul terreno dello scontro politico; i dirigenti socialisti pensarono che pistole e bombe a mano potessero bastare ad avere effetto deterrente sugli squadristi, ma non si resero conto che le manifestazioni e le sfilate non sarebbero bastate a sbaragliare un nemico, nelle cui file militavano giovani forgiati dal conflitto appena concluso.
La collaborazione della polizia con il movimento fascista può certamente essere attribuita ai generali sentimenti antisocialisti diffusi nei ranghi del corpo e motivati dall'esperienza degli scioperi generali e delle occupazioni di terre che avevano caratterizzato il biennio rosso. Come scrisse lo storico Renzo De Felice, in quegli anni i poliziotti furono costretti a lunghi turni di servizio e molte ore di straordinario risultando provati sul piano sia fisico che psicologico. Ciò costituì un motivo di esasperazione che veniva esacerbato dalla campagna mediatica contro le forze di polizia – ree di essere al servizio dei fascisti – che la stampa socialista indirizzava loro. Lo storico Luigi Fabbri, considera tali campagne giornalistiche improntate sull'odio uno dei principali errori nella strategia seguita dal partito socialista dopo la guerra, dal momento che colpivano e provocavano soprattutto lo strato inferiore delle forze di polizia. La ricerca archivistica svolta a Bologna mostra che nei mesi iniziali dell’attacco fascista l'antisocialismo risultò un collante nella collaborazione tra forze di polizia e squadristi. La morte di una guardia regia e di un funzionario della questura durante uno scontro tra una folla di dimostranti anarchici e la polizia, il 14 ottobre 1920, può anzi essere stato per molti poliziotti bolognesi l'ultimo e decisivo avvenimento che trasformò le simpatie verso i fascisti in vere e proprie dimostrazioni di solidarietà e complicità.

### Le indagini e il processo
L'uccisore di Giordani non venne mai identificato. L'unica cosa certa, sulla quale convennero tutti i presenti, è che a sparare fu una persona entrata in un secondo momento, la quale, scaricata la rivoltella, si allontanò indisturbata grazie alla grande confusione.
Oltre all'assassino, in sala non furono viste altre persone con la rivoltella in mano, se si escludono i consiglieri della minoranza Oviglio e Colliva (che le deposero sui rispettivi banchi), ma se i due abbiano sparato – sia pure per legittima difesa – non è mai stato accertato dato che la polizia non sequestrò né le loro rivoltelle né eventualmente quelle degli altri presenti in aula, e non le sottopose a perizia balistica.
Di fatto però le reticenze della polizia e le indagini condotte con l'intento di colpevolizzare fin dal principio la parte socialista, non consentirono allora di stabilire la verità neppure sulla dinamica della sparatoria. Per questo non si conosce la fonte dei 19 colpi i cui segni furono trovati in aula e da che parte provenissero, così come non fu mai accertato quanti di questi segni furono di rivoltella e quanti di fucile. La polizia al contrario favorì la formazione di vaste zone d'ombra sull'eccidio, secondo Onofri probabilmente per coprire le gravi responsabilità di Poli e dei suoi collaboratori; la condotta di Poli rimane sospetta soprattutto perché essendo al corrente della situazione e delle intenzioni dei fascisti, non intervenne a tempo e anzi lasciò che le due parti venissero a contatto.

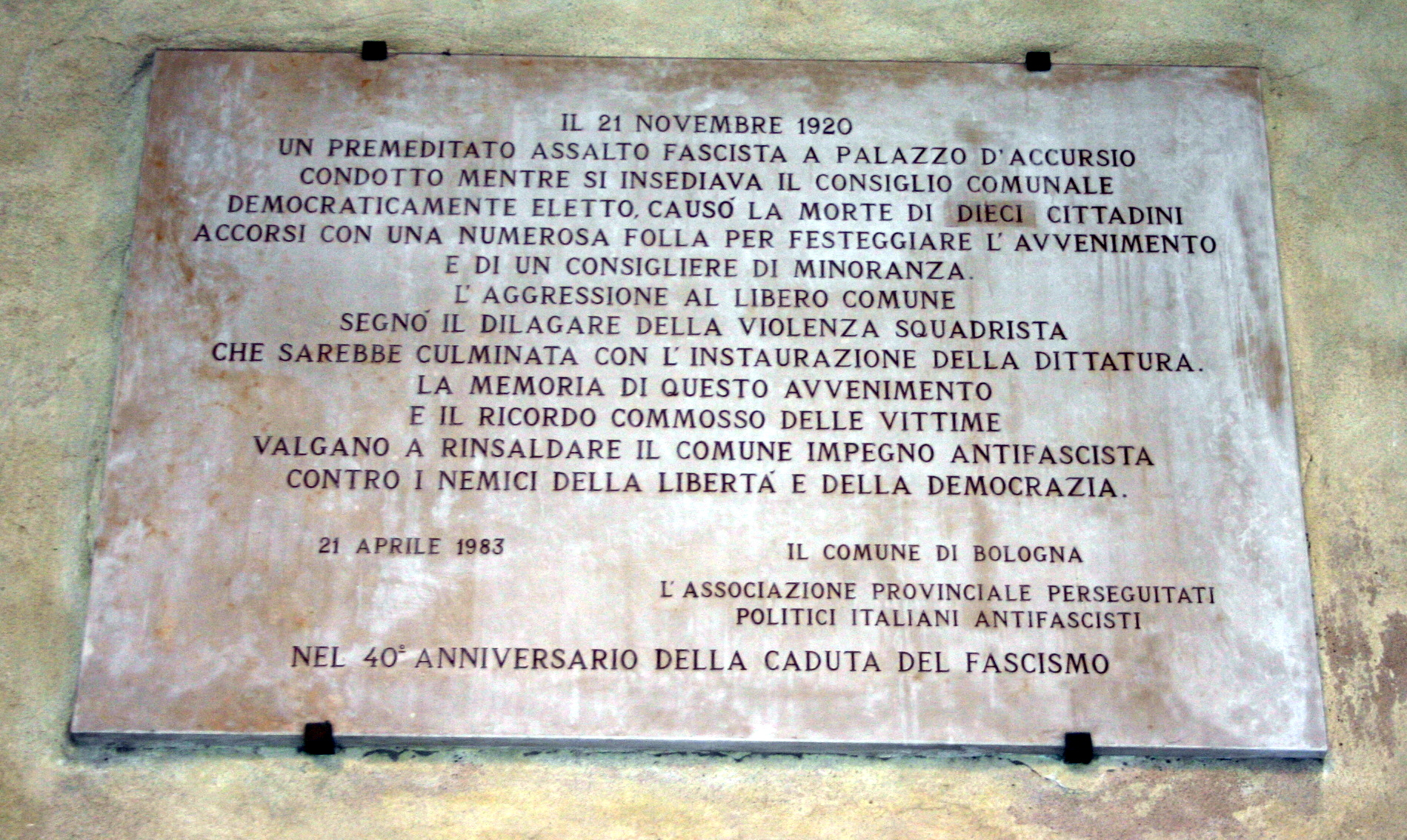
Lapide commemorativa posta il 21 aprile 1983 a ricordo delle 11 persone uccise in quella giornata.

La sera del 21 Poli fece perquisire la sede del Fascio di via Marsala dove furono trovati 60 fascisti armati, ne fermò circa la metà rimettendoli quasi subito in libertà, e senza trasmettere i loro nomi ala magistratura. Il giorno successivo comunicò solamente al prefetto che le squadre erano state guidate da Arpinati, Roppa e Pedrini, ma che non aveva potuto fermarli perché irreperibili, senza peraltro impegnarsi a cercarli. Inoltre nonostante fossero personaggi ormai molto conosciuti e "visibili" nella zona, non vennero mai fermati o interrogati sulla questione. Come non interrogò i consiglieri della minoranza che erano entrati armati nell'aula e non fece sequestrare le loro rivoltelle.
Viceversa contro i socialisti Poli organizzò una lunga serie di arresti protratti nel tempo, basandosi su svariati capi di accusa. Alla magistratura indicò in Martelli, Cocchi e Pini i più grossi responsabili degli incidenti perché furono essi a «organizzare per quel giorno l'armamento della sede comunale», e su «Cocchi insinuò che non è improbabile possa essere uno di quelli che spararono». E poiché erano latitanti, ne dedusse che questa era «la migliore prova che essi stessi si sentono colpevoli». 
Poli per dare credito al suo operato si servì poi dell'appoggio della stampa, soprattutto del quotidiano cittadino, Il Resto del Carlino (la cui direzione era ormai stata sottratta a Mario Missiroli dalla forte corrente filofascista all'interno del giornale) il quale all'indomani dell'eccidio addossò senza ombra di dubbio ogni responsabilità degli incidenti ai socialisti.
Nel rapporto inviato al governo alle prime ore del 22 novembre, Poli confermò «che i cordoni non erano stati rotti e che quei pochi fascisti che erano riusciti ad infiltrarsi nella piazza erano stati fermati dalla cavalleria», poi divise equamente la responsabilità tra i socialisti, che avevano messo la bandiera sulla torre, e i fascisti che non erano rimasti nella sede, assecondando la tesi del testimone oculare Domenico Valente, secondo cui a sparare per primi furono i socialisti. 
Nel giro di 24 ore la versione di Valente divenne la verità ufficiale e fu assunta dai giornali d'opinione, i quali si dimenticarono subito che i morti erano stati in totale 11, ma continuarono a parlare solo di Giordani, la cui morte fu un pretesto e un'occasione politica per i fascisti e per la destra in generale in funzione antisocialista.
Il 26 novembre Poli inviò al Prefetto un rapporto sulle origini e sugli sviluppi del Fascio bolognese, che rivela l'atteggiamento psicologico e morale dell'apparato addetto alla salvaguardia dell'ordine pubblico nei riguardi del fascismo. A giudizio del questore l'attività del Fascio fu sempre limitatissima, e sarebbe rimasta tale se subito dopo la fine della guerra il partito socialista «non avesse instaurato un vero regime, di violenze, prepotenze, di quasi dittatura, padroni come erano dell'Amministrazione comunale [...] ]» sia in città come nelle campagne, dove «l'azione dei socialisti era in aperta ribellione alla legge e l'azione dell'autorità negata». Secondo il funzionario «la cittadinanza seguì e appoggiò con simpatia» sia le prime reazioni fasciste alla «violenza socialista» sia la fermezza con la quale egli stessi aveva arrestato elementi «torbidi e anarchici» a Bologna. L'uso della violenza da parte dei fascisti, nonostante la strage di Palazzo d'Accursio e svariati episodi minori che l'avevano preceduta, non parvero preoccupare il questore, il quale non negò qualche atteggiamento «talvolta ecceduto alquanto» da parte dei fascisti, che però definì «formali più che sostanziali, e quasi coreografici». Le minacce e le percosse subite in novembre dal consigliere Ernesto Di Maggi e dall'onorevole Francesco Zanardi, le aggressioni a militanti socialisti e gli attacchi ai luoghi di ritrovo socialisti venivano dunque derubricati a eccessi di poco conto. Poli concluse il rapporto con osservazioni sul rapporto tra l'apparato d'ordine pubblico e il nascente fascismo, ammettendo una generale simpatia dei corpi di polizia e della Guardia Regia nei confronti dei fascisti, in quanto i militi della forza pubblica «fino a ieri, in trincea, ebbero a compagni coloro che congedati si sono iscritti ai Fasci», e parallelamente registrò una generale «avversione non dissimulata verso i massimalisti e gli anarchici». Poli trasse quindi la constatazione che in caso in cui si dovessero reprimere manifestazioni di qualsiasi natura da parte di ex-combattenti nazionalisti o fascisti, «non si potrebbe fare che un assegnamento relativo sull'opera di detti agenti».
Nel giro di un paio di mesi – lentamente e continuamente in modo tale per alimentare la campagna di stampa – furono arrestati 63 dirigenti socialisti. I primi a finire in carcere, il 27 novembre, furono Pini, Casucci, Venturi e Gelosi, ai quali seguirono Bidone, Lanzi, Franchi, Guglielmini, Cambisi e altri e gli ultimi, il 21 marzo, furono Gaiani e Aurelio Minghetti. L'ondata di arresti, accompagnata da atti di pubblico vilipendio e riprovazione accademica verso i professori di orientamento socialista, si mise in moto fin da subito. Ogni ondata di arresti, ovviamente, era accompagnata da nuove rivelazioni sull'eccidio, la maggior parte delle quali erano false, anche se prefetto e questore non intervennero mai per ristabilire la verità. Il caso più clamoroso avvenne il 29 novembre, quando Il Resto del Carlino pubblicò un lungo articolo dal titolo: Una scoperta sensazionale: il deliberato proposito di sopprimere la minoranza e di impossessarsi della città, il cui contenuto riguardo ai fatti era talmente distorto che fece storcere il naso allo stesso Poli, il quale si sentì il dovere di scrivere al prefetto che i fatti illustrati nell'articolo «non furono affatto comunicati da questo ufficio, né rispondono a verità».
Pochi mesi dopo gli avvenimenti fu allontanato da Bologna il vice questore Lapolla perché risultò che aveva costantemente operato in accordo con i fascisti, quando la sera del 4 novembre venne assalita la sede del sindacato, mentre lo stesso Poli, che al processo fu definito il «portavoce» dei fascisti, sarà allontanato da Bologna nei primi mesi del 1921. Diversi rapporti e pubblicazioni sostennero la tesi di un attacco socialista premeditato, ed elogiarono Poli per il coraggio dimostrato di fronte a quella che veniva considerata una dimostrazione della prepotenza socialista. Tuttavia agli occhi del presidente del consiglio Giovanni Giolitti, Poli aveva chiaramente oltrepassato i limiti della propria autorità, come dimostra un telegramma che lo stesso Presidente del Consiglio inviò al prefetto di Bologna, Visconti, nel gennaio 1921, ordinandogli di ammonire il questore perché non abusasse del proprio potere e minacciandone il trasferimento. Trasferimento che in effetti avvenne nel mese successivo.
L'istruttoria per il processo si concluse il 15 novembre 1921 con l'assoluzione di circa 50 persone (in parte già detenute) e con il rinvio a giudizio di un'altra dozzina, imputate per reati più gravi. Il processo, affidato al Pubblico Ministero Dino Grandi (che proprio appena dopo i fatti di palazzo d'Accursio si iscrisse al Fascio di combattimento di Bologna, dove assunse immediatamente un ruolo di primo piano come direttore dell'organo L'Assalto, per divenire in seguito segretario politico regionale dei fasci emiliano-romagnoli), si svolse alla Corte di Assise di Milano tra il gennaio e il marzo 1923, sotto l'occhio vigile e costante delle squadre fasciste. In assenza di prove accusatorie consistenti, furono assolti con formula piena tutti gli imputati tranne Pietro Venturi (il quale, al momento della sparatoria, si trovava con Gnudi sul balcone, cioè dalla parte opposta a quella del pubblico), cui vennero inflitti 13 anni di carcere per complicità nell'assassinio di Giordani, e nove mesi a Nerino Dadi per aver sparato ad un agente. Il 3 aprile, dopo una "coda" processuale, vennero condannati in contumacia all'ergastolo i dirigenti socialisti Vittorio Martelli, Armando Cocchi, e Pio Pizzirani, già espatriati, per aver cagionato la morte di Giordani e il ferimento di Colliva e Biagi.
La violenza fascista in quelle tragiche settimane aveva dimostrato di poter fermare il movimento socialista, che a partire dalle elezioni amministrative dell'autunno 1920, non salì più, né a Bologna né altrove. I socialisti vennero sconfitti a Roma, Venezia, Torino, Genova, Palermo, Napoli e Firenze, vinsero solo a Milano per poche migliaia di voti, e dopo i fatti di Palazzo d'Accursio i fascisti passarono dalle provocazioni e dagli episodi di violenza quotidiani, ad una serie di generale di attacchi coordinati, dilagando dapprima nelle province di Ferrara e Modena «che rimasero i maggiori centrini forza del fascismo regionale», e poi procedendo ad una velocità «contagiosa», in poche settimane investirono lungo la via Emilia, Reggio Emilia, Cremona e Pavia. Lo squadrismo trovò nell'Oltrepò terreno fertile nelle rivendicazioni degli agrari, che finanziarono spedizioni punitive contro le cooperative contadine. 
Il Ministro del tesoro Filippo Meda, analizzando i risultati elettorali, parlò di un «risveglio di resistenza nella borghesia, e specialmente nelle classi medie» che aveva impedito la perdita di alcune fra le maggiori città «minacciate» dalla «estrema violenza della propaganda massimalista». I fatti di Palazzo d'Accursio rappresentarono, secondo lo storico Fabbri, una sorta di campanello d'allarme in questo senso, e la passività del partito socialista a Bologna (come a livello nazionale) – che raggiunse un grado di annichilamento tale per cui rinunciò addirittura a proclamare uno sciopero di protesta contro l'attacco fascista al Comune – non fece altro che favorire la controparte. Non a caso i fatti di Palazzo d'Accursio anticiparono di appena una settimana il convegno svoltosi a Imola della frazione comunista del Psi del 28-29 novembre, primo passo organizzativo di quella scissione che porterà alla nascita del Partito Comunista d'Italia nel gennaio 1921.